# 拉根水壩
拉根水壩（英語：Laggan Dam）是一座位於蘇格蘭高地，拉根湖西南方及斯皮恩河的水壩。水壩長約700英尺（210），地基與洩洪道頂部之間高48（157英尺），能容納拉根湖的40,000,000立方（1.4×109立方英尺）水量。

## 歷史
水壩由保富集團替英国铝业公司興建，於1934年完工。1985年，水壩被列入為B項登錄建築，在2011年升格為A項。